# Navigator (geslacht)
Navigator is een geslacht van kevers uit de familie bladsprietkevers (Scarabaeidae). Het geslacht werd voor het eerst wetenschappelijk beschreven in 2016 door Moeseneder en Hutchinson.

## Soorten
- Navigator fossor (Lea, 1914)
  - = Pseudoclithria fossor Lea, 1914[2]
- Navigator interior Moeseneder & Hutchinson, 2016
- Navigator pixii Moeseneder & Hutchinson, 2016
- Navigator ruficornis (Westwood, 1874)
  - = Diaphonia ruficornis Westwood, 1874[3]
  - = Pseudoclithria ruficornis (Westwood, 1874)
  - = Metallesthes subpilosa Nonfried, 1891[4]
  - = Metallesthes ruficornis Kraatz, 1880[5]